# Dörth
Dörth è un comune di 503 abitanti della Renania-Palatinato, in Germania.
Appartiene al circondario (Landkreis) del Rhein-Hunsrück-Kreis (targa SIM) ed è parte della comunità amministrativa (Verbandsgemeinde) di Hunsrück-Mittelrhein.
Copre un'area di 5,16 km². Il codice ufficiale è 07 1 40 031.